# Euplectrus himalayensis
Euplectrus himalayensis är en stekelart som beskrevs av Mani 1935. Euplectrus himalayensis ingår i släktet Euplectrus och familjen finglanssteklar. Inga underarter finns listade i Catalogue of Life.